# 9221 Wuliangyong
9221 Wuliangyong este un asteroid din centura principală de asteroizi.

## Descriere
9221 Wuliangyong este un asteroid din centura principală de asteroizi. A fost descoperit pe 2 decembrie 1995 la Xinglong în cadrul programului Beijing Schmidt CCD Asteroid Program. Asteroidul prezintă o orbită caracterizată de o semiaxă mare de 2,27 ua, o excentricitate de 0,18 și o înclinație de 2,4° în raport cu ecliptica.